# Maison du commandeur de l'Ordre teutonique
La maison du commandeur de l'Ordre teutonique est un monument historique situé à Bœrsch, dans le département français du Bas-Rhin. Le bâtiment est aussi appelé maison des chevaliers teutoniques ,maison des templiers ou "Manoir de Boersch".

## Localisation
Ce bâtiment est situé au 4, rue du Dôme à Bœrsch.

## Historique
L'édifice fait l'objet d'une inscription au titre des monuments historiques depuis 1994. Le bâtiment a été construit à la fin du XVe siècle. La maison a été une  commanderie.